# (3543) Ningbo
(3543) Ningbo es un asteroide perteneciente al cinturón de asteroides, descubierto el 11 de noviembre de 1964 por el equipo del Observatorio de la Montaña Púrpura desde el Observatorio de la Montaña Púrpura, Nankín (China).

## Designación y nombre
Designado provisionalmente como 1964 VA3. Fue nombrado Ningbo en homenaje a Ningbó ciudad de la República Popular China.